# Kim Woo-min
Det här är en artikel om en person med koreanskt personnamn; Kim är familjenamnet.
Kim Woo-min (koreanska: 김우민), född 24 augusti 2001, är en sydkoreansk simmare. 

## Karriär
I juli 2019 vid VM i Gwangju slutade Kim på 31:a plats på 800 meter frisim och på 28:e plats på 1 500 meter frisim.
I juli 2021 vid OS i Tokyo var Kim en del av Sydkoreas kapplag tillsammans med Lee Yoo-yeon, Hwang Sun-woo och Lee Ho-joon som tävlade i 4×200 meter frisim. Kapplaget slutade på 13:e plats i försöksheatet och kvalificerade sig inte för finalen. I oktober 2021 vann Kim världscupsdeltävlingen i Doha på 1 500 meter frisim. I december 2021 vid kortbane-VM i Abu Dhabi slutade Kim på 19:e plats på 1 500 meter frisim samt var en del av Sydkoreas kapplag som noterade nya nationsrekord på både 4×50 meter frisim och 4×100 meter frisim.
I juni 2022 tävlade Kim vid VM i Budapest och slutade på 6:e plats på 400 meter frisim, 14:e plats på 800 meter frisim och 12:e plats på 1 500 meter frisim. Han var även en del av Sydkoreas kapplag som noterade ett nytt nationsrekord och slutade på sjätte plats på 4×200 meter frisim. I december 2022 tävlade Kim vid kortbane-VM i Melbourne och slutade på 9:e plats på 400 och 1 500 meter frisim samt på 12:e plats på 800 meter frisim. Han var även en del av Sydkoreas kapplag som noterade ett nytt nationsrekord och som slutade på fjärde plats på 4×200 meter frisim, endast fyra hundradelar från en medalj.
I februari 2024 vid VM i Doha tog Kim guld på 400 meter frisim samt var en del av Sydkoreas kapplag som tog silver på 4×200 meter frisim.